# الخلق (الجوف)
الخلق هي إحدى قرى الجمهورية اليمنية. وهي تتبع جغرافيًا لمحافظة الجوف. وإداريًا لمديرية الخلق. يبلغ تعداد سكانها 4266 نسمة حسب الإحصاء الذي أجري عام 2004.